# Ephedra triandra
Ephedra triandra là một loài thực vật hạt trần trong họ Ephedraceae. Loài này được Tul. mô tả khoa học đầu tiên năm 1858.